# Кролик Питер

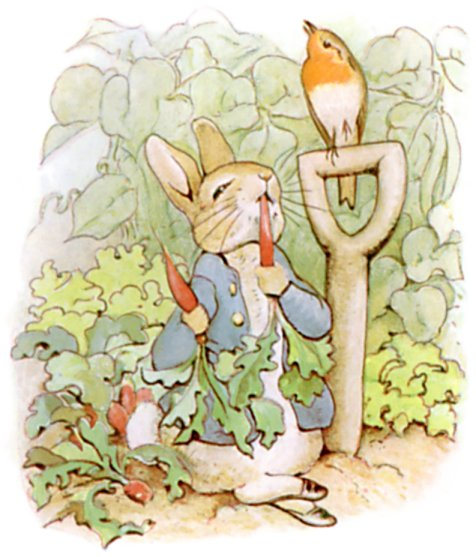
Кролик Питер

Кролик Питер (англ. Peter Rabbit) — вымышленный антропоморфный персонаж, появляющийся в ряде сказок английской детской писательницы Беатрис Поттер. Он впервые появился в истории «Повесть о Питере Кролике» (Сказка про Питера Пуша) в 1902 году, а затем ещё в пяти книгах в период между 1904 и 1912 годами.
Вскоре появились и «сопутствующие» товары, включающие в себя пищу, плакаты и игрушки. Кролик Питер был персонажем фильма-балета 1971 года «Сказки Беатрис Поттер», анимационных сериях-антологии «Питер Пуш и его друзья» (мультфильмы в переводе Михаила Гребнева на ОРТ в 1995 году[значимость факта?]), также он стал героем анимационного телесериала канала Nickelodeon в 2012 году, и вышедших двух художественных фильмов. В 2010 году в серии «CD и слушай — театр» вышла аудиокнига по мотивам произведений Беатрис Поттер «Сказки о Кролике Питере и Котёнке Томе».

## Основная информация
Кролики в сказках Поттер являются антропоморфными и носят человеческую одежду; в частности, Питер носит куртку и обувь. Питер, его мать, госпожа Жозефина Кролик, и его сёстры, Флопси, Мопси и Пушинка, живут в кроличьей норе с человеческим убранством, там есть человеческая кухня, человеческая мебель, а также магазин, где миссис Кролик продаёт различные предметы. Родственниками Питера являются кузен Бенджамин Банни и его отец мистер Бенджамин Банни Старший.
Кролик Питер был назван в честь крольчонка, который был у Беатрис Поттер в детстве, по имени Питер Пайпер. Первая сказка о кролике Питере, «Повесть о Кролике Питере», была создана в 1893 году в письме к Ноэлю Муру, пятилетнему сыну бывшей гувернантки Поттер, Энни Мур. Мальчик был болен, и Поттер написала сказку в письме, чтобы помочь скоротать время и поднять его на ноги. Письмо включало в себя эскизы, иллюстрирующие рассказ.
В июне 1902 года версия сказки для продажи была опубликована издательством Frederick Warne & Co, и к концу года было напечатано 28 000 копий. На протяжении [сколько?] лет было продано более 40 миллионов копий «Повести о Питере Кролике» по всему миру; на 2008 года серия книг о кролике Питере была продана в количестве более 151 миллиона экземпляров на 35 языках.

## Книги
В первой книге 1902 года: «Повести о кролике Питере». Питер — непослушный крольчонок, не подчиняющийся указанием своей мамы, госпожи Жозефины, пробирается в сад злого мистера Макгрегора и съедет столько овощей, сколько может. Но мистер Макгрегор замечает его и преследует. Питеру удается улизнуть, но при побеге, он потерял свою курточку и туфли, в которые мистер Макгрегор наряжает пугало. Питер возвращается домой уставшим, измученным и совершенно голеньким, мама ругает его и укладывает спать, напоив ромашковым чаем.
В «Сказке о Бенджамине Банни», впервые опубликованной в 1904 году, двоюродный брат Питера, Бенджамин Банни снова приводит Питера в сад мистера Макгрегора, и они возвращают одежду, которую Питер потерял. Но после того, как они собирают лук, чтобы принести его Госпоже Джозефине, на них нападает кот Макгрегора. Но вдруг появляется мистер Бенджамин Банни Старший и спасает их, но позже делает выговор своему сыну и Питеру за то, что они пошли в сад без спросу.
В «Повести о кроликах-флопсиках», впервые опубликованной в 1909 году, Питер играет небольшую роль и появляется ненадолго. Он вырос, и его сестра Флопси теперь замужем за их двоюродным братом Бенджамином. Эти двое являются родителями шести маленьких кроликов-флопсиков. Питер и Жозефина держат детский сад, а кролики приходят, прося у них капусты.
В «Повести о Тоде», впервые опубликованной в 1912 году, дети Бенджамина и Флопси похищены печально известным барсуком Томми Броком. Питер помогает Бенджамину разыскать Брока, который прячется в доме лиса, мистер Тода. Мистер Тод приходит домой и видит, что Брок спит в его постели, и они ссорятся, а Питер и Бенджамин спасают детей.
Питер также появляется в эпизодах двух других сказках. В «Сказке о миссис Ухти-Тухти», впервые опубликованной в 1905 году, Питер и Бенджамин являются покупателями в магазине ежа — миссис Ухти-Тухти. И в «Сказке об Имбире и Маринаде», впервые опубликованной в 1909 году, Питер и другие персонажи из предыдущих рассказов Поттер регулярно приходят за покупками в магазин Имбиря и Маринада.
В ознаменование 110-й годовщины публикации «Повести о кролике Питере» Фредерик Уорн&Ко. Поручили британской актрисе Эмме Томпсон написать «Ещё одну повесть о кролике Питере», в которой Питер попадает в Шотландию после случайной поездки на поезде, вместе с Мистером и миссис Макгрегор. Книга была выпущена 18 сентября 2012 года. Осенью 2012 года сообщалось, что Томпсон напишет больше книг о Кролике Питере. Ее следующая сказка, «Рождественская сказка о кролике Питере», была выпущена в 2013 году, за ней последовала «Захватывающая сказка о кролике Питере» в 2014 году. 

## Фильмы
- мультсериал Питер Пуш[англ.] (1992 – 1995)
- мультсериал Кролик Питер[англ.] (2012 – 2016)
- фильм Кролик Питер (2018)
- фильм Кролик Питер 2 (2020)

## Сопутствующие товары
Поттер сама сделала мягкую куклу, изображающую кролика Питера, и настольную игру о кролике Питере вскоре после первой публикации повести. Персонаж был представлен на множестве «сопутствующих» товаров, таких как фарфоровые статуэтки и посуда. Кролик Питер также появился на упаковках детской смеси Enfamil.
Кролик Питер был первой мягкой игрушкой, которая была запатентована, — это произошло в 1903 году, что делает Питера старейшим лицензированным персонажем в истории. Издательство Frederick Warne & Co владеет правами на всех персонажей Беатрис Поттер. Тем не менее, большинство сказок о Питере в США перешли в общественное достояние, так как были опубликованы до 1923 года.